# Monasterio de San Salvador de Nogal de las Huertas
San Salvador de Nogal de las Huertas es un monasterio románico cluniacense que se tiene como el más antiguo del románico palentino. Se encuentra situado en el término de Nogal de las Huertas, en la provincia de Palencia de la comunidad autónoma de Castilla y León (España).

## Historia
Está situado a escasos kilómetros al norte de Carrión de los Condes y a pocos metros al oeste de la aldea de Nogal de las Huertas, a la vera de un pequeño arroyo afluente del río Carrión, rodeado de un verde soto boscoso. La primera noticia documental que se conserva data de 1059, y menciona una doble comunidad benedictina, femenina y masculina. Estaba bajo la protección de la condesa Elvira Sánchez, del linaje Banu Gómez, como hija del conde Sancho Gómez  —hijo del conde Gómez Díaz, a su vez, hijo del conde Diego Muñoz de Saldaña—, y de la condesa Toda García, hija del conde García Fernández y la condesa Ava de Ribagorza. La condesa Elvira Sánchez casó con el conde Fernando Díaz, también del linaje de los Banu Gómez, hijo del conde Diego Fernández de Saldaña.
Una inscripción epigráfica robada atestiguaba la fundación por la condesa Elvira Sánchez en 1063 en estos términos:

In nomine nostri IHesu Christi ob honore sancti salvatoris Ielvira Sanses hoc fecit in era milesima centesima prima (año 1063) regnante rex Ferdinando in Legione et in Castella

Antes de desaparecer, la inscripción fue copiada por Miguel Ángel García Guinea en los años cincuenta, quien además transcribió otra lápida, igualmente desaparecida, que da cuenta de su refundación en el siglo XII:

Dedicatio ecclesie Sacti Salvatoris a Raimundo episcopo Palentie era MCCIIII (Año 1166) VII idus februarii qui in ipso die ad orando qui venerit XL dies dedit absolutionem.

A la muerte de Elvira Sánchez, el monasterio pasó al patrimonio real y Alfonso VI de León lo cedió como dote a su segunda esposa, Constanza de Borgoña, hacia 1080. Al fallecer ésta en 1093, Alfonso lo donó al monasterio de San Facundo y San Primitivo de Sahagún. A mediados del siglo XII, Rodrigo, hijo menor del conde Pedro González de Lara y su esposa Ava, se convirtió en prior del monasterio, algo insólito para un miembro varón de una familia aristocrática en Castilla. Entre los siglos XI y XII vivió su mejor época, y constituyó una de las posesiones más preciadas de la Abadía de Sahagún; pero después inició un lento declive y su fin llegó con las desamortizaciones del siglo XIX; entonces es vendido y reconvertido en granja, vivienda y explotación agrícola.
Se construyó con una nave central y un ábside cuadrado, en formas que demuestran su conexión con las cercanas fábricas de San Zoilo de Carrión y San Martín de Frómista. En el siglo XIII se añadieron dos naves laterales, con los arcos apuntados típicos del estilo gótico. En el siglo XV se hizo cargo de él la Congregación de San Benito el Real en Valladolid. El monasterio pasó a manos privadas en el siglo XIX. En junio de 1931 sus ruinas fueron declaradas Monumento Histórico-Artístico, pero eso no evitó que los restos artísticos (capiteles, etc.) sufrieran ocasionales expolios. En 2018, el Ayuntamiento de Nogal de las Huertas consiguió la propiedad del cenobio, lo que supuso un primer paso hacia una deseada restauración. Esta se ejecutó en mayo de 2019 para evitar el deterioro de algunos de sus elementos arquitectónicos, algunos de los cuales para mayor seguridad fueron llevados al museo provincial; como el deterioro estaba muy avanzado se hicieron otras intervenciones de consolidación.

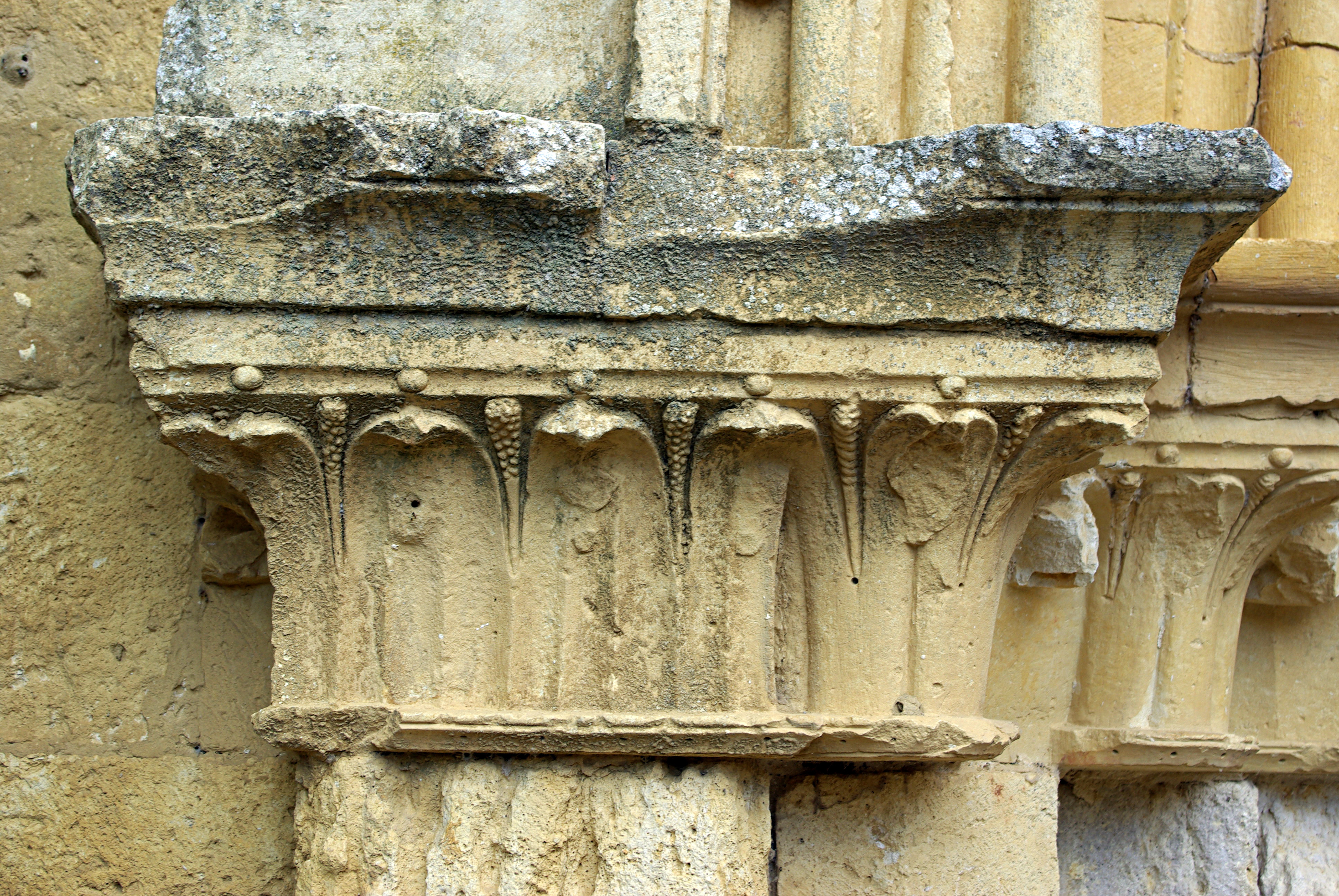
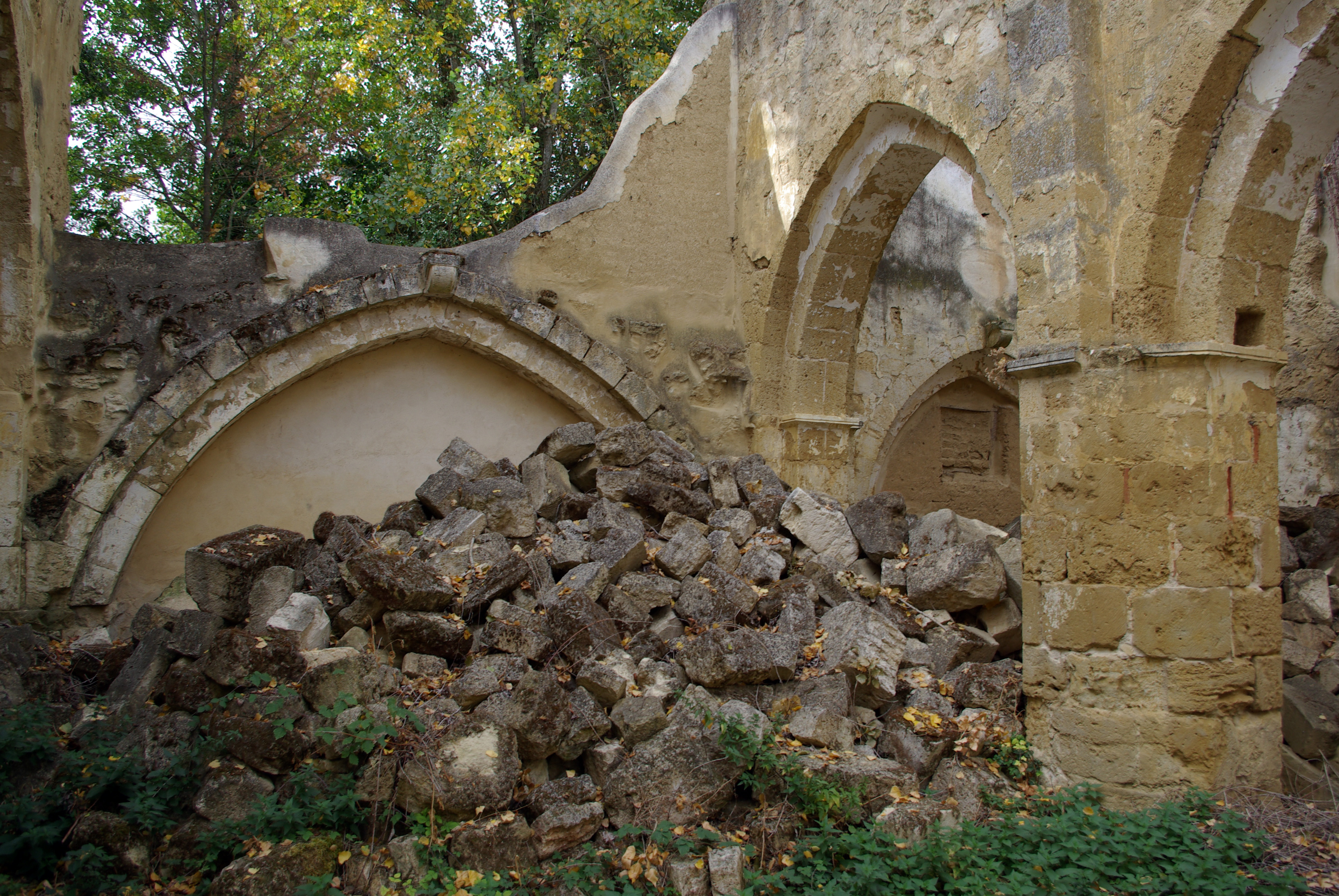
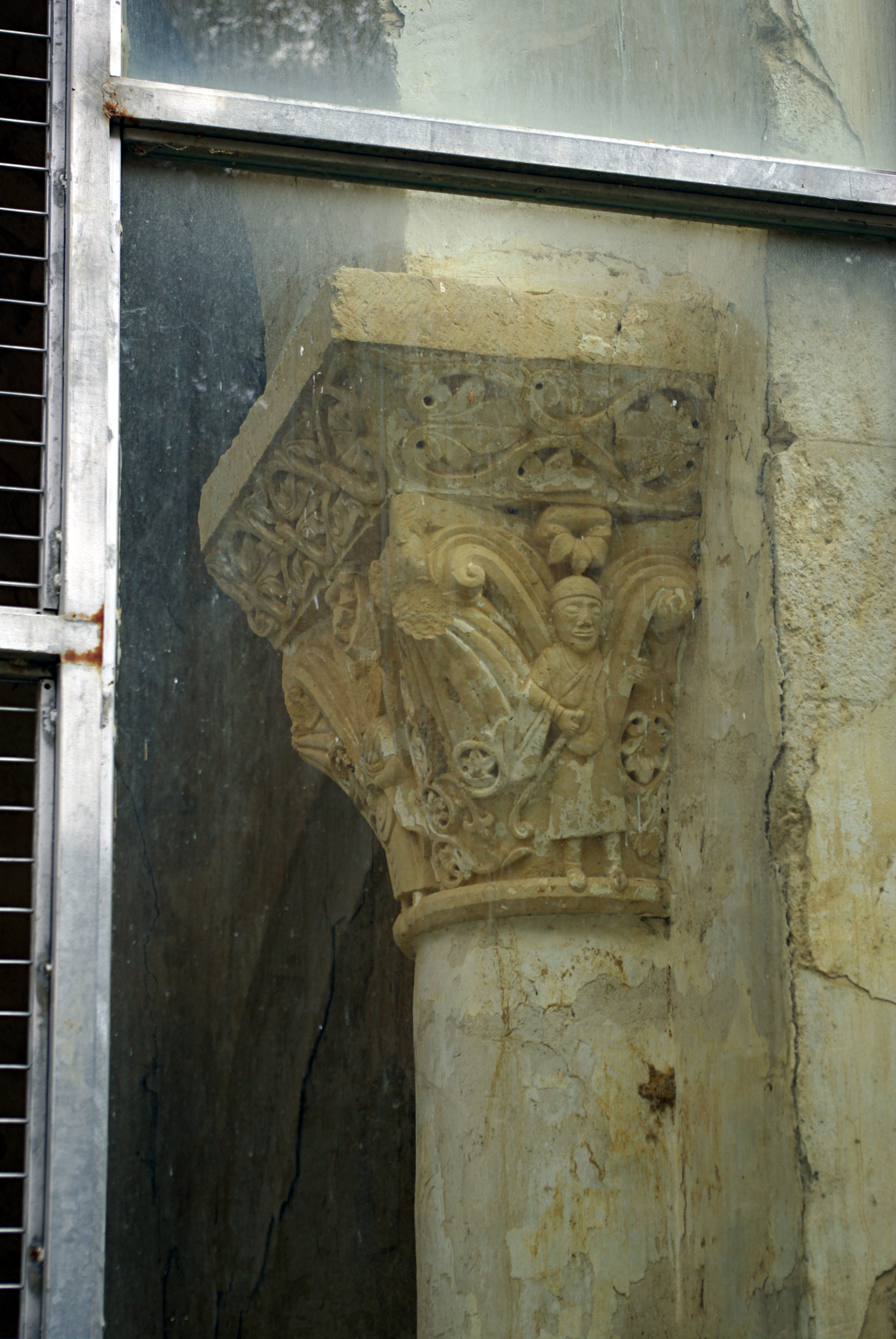
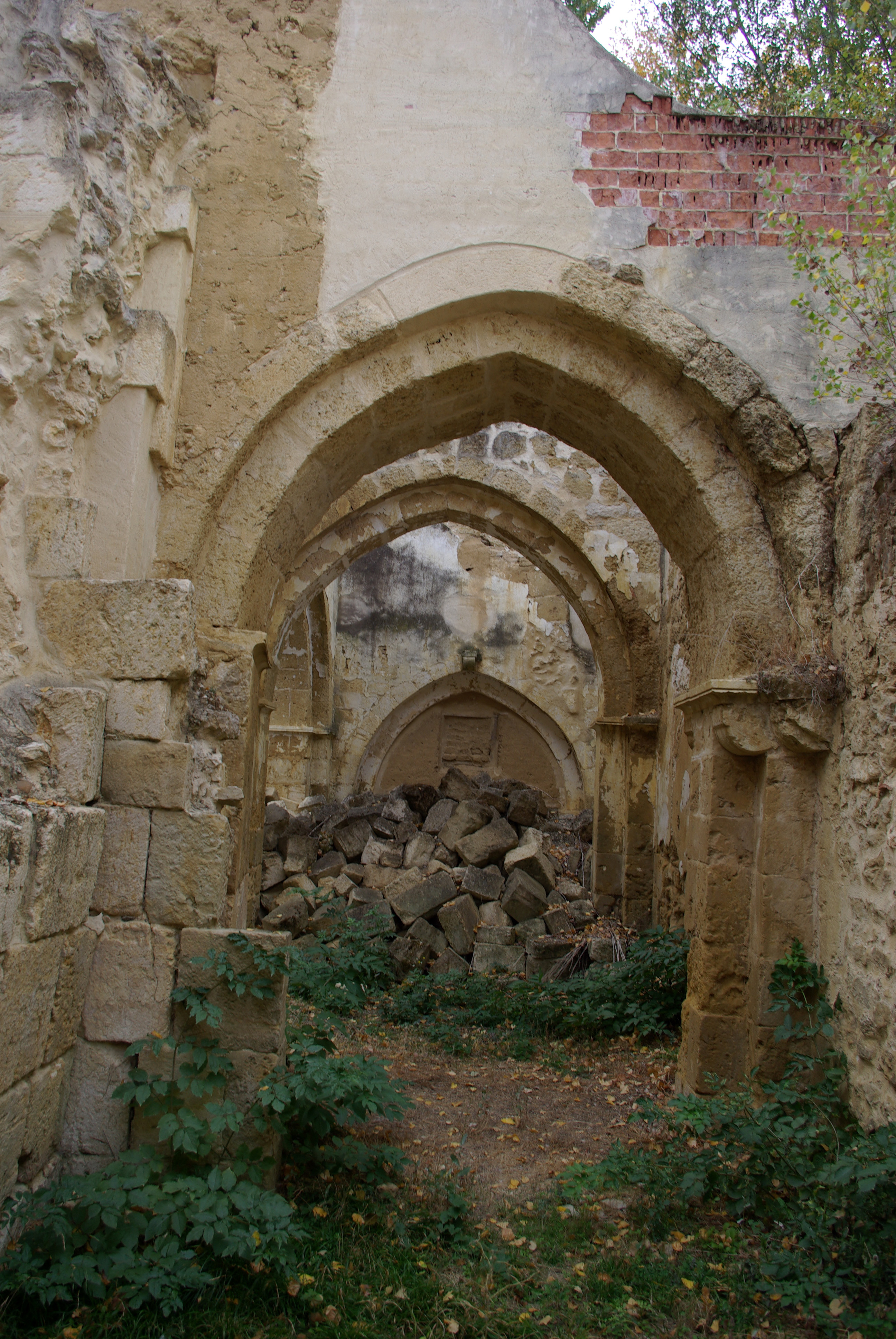
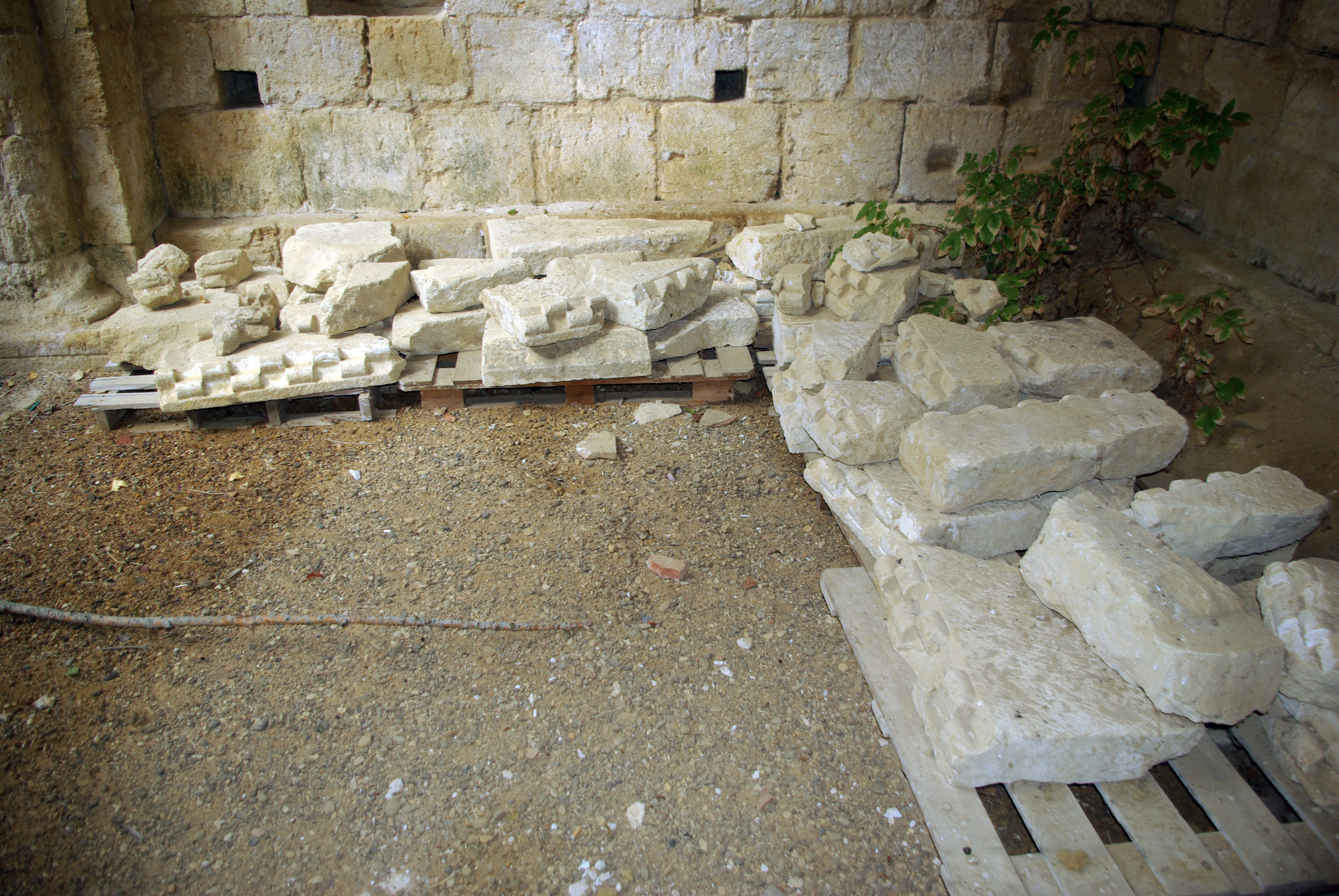